# Władysław Markowski (koszykarz i trener)
Władysław Markowski  (ur. 13 grudnia 1943, zm. 11 stycznia 2014 w Łodzi) – polski koszykarz i trener koszykówki.
Jako koszykarz Markowski bronił barw ŁKS-u Łódź w latach 1963-1969. Po zakończeniu kariery zawodniczej zajął się trenowaniem. Prowadził m.in. Społem Łódź, Widzew Łódź oraz ŁKS, z którym w 1978 roku wywalczył brązowy medal mistrzostw Polski po tym, jak pod koniec sezonu zastąpił na ławce trenerskiej chorego Bolesława Kwiatkowskiego. Zmarł 11 stycznia 2014 roku.